# Станко Мењић
Станко Мењић (Чанићи, код Шековића, 22. јул 1910 — Тузла, октобар 1944) био је учесник Народноослободилачке борбе и народни херој Југославије.

## Биографија
Рођен је 22. јула 1910. у селу Чанићи, код Шековића. Потицао је из земљорадничке породице и до почетка Другог светског рата у Југославији, 1941. бавио се земљорадњом. Још пре окупације Југославије, дружио се са револуционарном омладином и комунистима из свог краја. Преко њих се упознао са револуционарним програмом и циљевима тада илегалне Комунистичке партије Југославије (КПЈ).
Након Априлског рата и окупације Југославије, током маја и јуна 1941. повезао се са организацијом КПЈ и радио на окупљању и усмеравању сеоске омладине за Народноослободилачки покрет (НОП). Активно је учествовао и у припремама за организовање устанка у свом крају, па је још пре избијања устанка постављен за командира групе устаника, која је формирана у његовом селу. Већ у првим борбама са усташама, истакао се храброшћу, због чега је брзо постао један од најпознатијих партизанских бораца овог краја. Када су формиране прве партизанске јединице, најпре је постављен за десетара, а након пријема у чланство КП Југославије, августа 1941, постављен је за политичког комесара Шековићке партизанске чете.
Као један од најистакнутијих бораца Бирчанског партизанског одреда, почетком 1943, заједно са групом бораца пребачен је у Шесту источнобосанску ударну бригаду. У овој бригади обављао је дужност политичког комесара чете. Када је 21. септембра 1943. године у селу Буквику, код Брчког формирана Шеснаеста муслиманска бригада, као искусан борац и политички радник постављен је за политичког комесара батаљона у овој бригади.
Иако се од августа 1941. налазио на дужности политичког комесара, увек је учествовао у борбама, у којима се често истицао храброшћу. Посебно се истакао у првом нападу на Власеницу, августа 1941, када је са заплењеним митраљезом привукао усташкој касарни и отварајући снажну ватру допринио уништењу овог јаког непријатељског упоришта. Истакао се и у нападу на непријатељско утврђење код Ступара, а затим у тешким борбама код Кладња, на Цапардама, Требави, Сокоцу, Црвеним стијенама и на многим другим местима. Као добровољац се 9. марта 1943, приликом напада на Хан-Крам, код Соколца, са још двојицом бораца пробио се кроз непријатељску ватру и запалио стовариште пилане, у којој су се налазиле јаке непријатељске снаге. Погинуо је у борбама за Тузлу, вођеним од 17. до 20. јануара 1944. године.
Указом Президијума Народне скупштине ФНР Југославије 20. децембра 1951. проглашен је за народног хероја.